# Taylor Township (Missouri)
Taylor Township est un ancien township, situé dans le comté de Shelby, dans le Missouri, aux États-Unis,.
Le township est baptisé en référence à Zachary Taylor, 12e président des États-Unis.

### Source de la traduction
- (en) Cet article est partiellement ou en totalité issu de l’article de Wikipédia en anglais intitulé « Taylor Township, Shelby County, Missouri » (voir la liste des auteurs).